# Szénássy Barna
Szénássy Barna (teljes nevén Szénássy Dénes Barna) (Ungvár, 1913. december 11. – Debrecen, 1995. november 12.) matematikus, tudománytörténész, egyetemi tanár.

## Élete és munkássága
Családja 1919-ben Gyulára költözött, Szénássy Barna itt járt iskolába, és itt is érettségizett 1931-ben. Érettségi után mérnöki pályáról álmodozott, de a család szűkös anyagi helyzete a budapesti tanulmányokat nem tette lehetővé, ezért beiratkozott a Tisza Istvánról elnevezett debreceni egyetem matematika-fizika szakára. 1936-ban szerezte meg a diplomáját. 1937-ben Bolyai Farkas infinitézimális gondolatai című disszertációjával doktori fokozatot szerzett. Előbb Gyulán, majd Ungváron és Jászapátiban tanított.
A második világháborúban szovjet fogságba esett, és amikor 1947-ben hazakerült, ismét Jászapátiba került tanítani. 1948-ban Debrecenbe helyezték a volt piarista gimnáziumba. Innen került 1951-ben a debreceni egyetemre, az Alkalmazott Matematika és Valószínűségszámítási Tanszékre, ahol 1977-es nyugdíjazásáig dolgozott, 1975-től egyetemi tanárként.
Az egyetemen a vegyészeknek és a kémia-fizika szakos hallgatóknak matematikát tanított, a matematika szakosaknak pedig a matematika alapjait, valamint halmazelméletet, komplex függvénytant és matematikatörténetet.
Ma az egyik legjelentősebb magyar tudománytörténészként tartják számon. A magyar matematika történetének a megírására a Magyar Tudományos Akadémiától kapott megbízást. Kutatásait mindig az eredeti források alapján végezte, és ebben nagy segítségére volt egyetemi könyvtáros felesége, Ludányi Valéria.
Szénássy Barna 11 könyvet, könyvrészletet, 44 szakcikket, 21 ismeretterjesztő cikket, 17 könyvismertetést, mintegy 125 lexikoncímszót publikált.
Legjelentősebb matematikatörténeti eredményeit a Bolyai-kutatás terén érte el.
Sokáig elterjedt vélemény volt, hogy Gauss megelőzte volna (igaz, nem publikált eredményeivel) Bolyai Jánost és Lobacsevszkijt, de ezt Szénássy Barna, alapos kutatás alapján cáfolta, kijelentve, hogy Gauss, a matematikatudomány óriása, nem tekinthető a nemeuklideszi geometria felfedezőjének.

## Könyvei
- Bolyai Farkas infinitézimális gondolatai, doktori értekezés, Debrecen, 1937. Fischer ny. 34 p. (Közlemények a Debreceni Tudományegyetem Matematikai Szemináriumából 13.)
- Vázlatok a magyar matematika újkori történetéből – a matematikai szakkörök számára – Budapest, 1953. Tankönyvkiadó, 68 p. (Középiskolai szakköri füzetek)
- Kőnig Gyula (1849–1913), Budapest, 1965. Akadémiai Kiadó, 142 p.
- A magyar matematika története, Ribnyikov, K. A.: A matematika története c. mű függeléke, Budapest, 1968, 1974. Tankönyvkiadó, 443–470 p.
- A magyarországi matematika története (a legrégibb időktől a 20. század elejéig), Budapest, 1970. Akadémiai Kiadó, 381 p. Utánnyomás, 1972. 2. kiad. 1974.
- Bolyai Farkas (1775–1856), Budapest, 1975. Akadémiai Kiadó, 157 p.
- Bolyai János, Budapest, 1978. Akadémiai Kiadó, 196. p. (A múlt magyar tudósai)
- Kőnig Gyula, Budapest, 1983. Akadémiai Kiadó, 177. p. (A múlt magyar tudósai)
- János Bolyai: Appendix, the theory of space, with introd., comments by Ferenc Kárteszi. Supplement by – Budapest, Akadémiai Kiadó – Amsterdam, North Holland Publ. Comp. 1987. 220-239 p.
- A Matematikai Tanszékcsoport (1635–1945), Az Eötvös Loránd Tudományegyetem Természettudományi Karának története 1635–1985 c. kiadványban, társszerző: Császár Ákos, Budapest, 1991. ELTE, 161–180 p.
- History of mathematics in Hungary until the 20th century, Budapest, Akadémiai Kiadó – Berlin, Springer Verl. 1992. 370 p.